# Estación de Mánchester Victoria
La estación de Mánchester Victoria, en Mánchester, Inglaterra, es una estación de ferrocarril y parada de tranvía Metrolink. Situada al norte del centro de la ciudad, en Hunts Bank, cerca de la Catedral de Mánchester, es colindante con el Manchester Arena, que fue construido en parte de la antigua estación en la década de 1990. Inaugurada en 1844 y parte del grupo de estaciones de Manchester, Victoria es la tercera estación de tren más concurrida de Mánchester después de Piccadilly y Oxford Road y la segunda estación más concurrida gestionada por Northern tras  Oxford Road.
La estación ofrece servicios locales y regionales a destinos del norte de Inglaterra, como Blackburn, Rochdale, Bradford, Leeds, Newcastle, Huddersfield, Halifax, Wigan, Southport, Blackpool y Liverpool, utilizando la línea original del ferrocarril de Liverpool y Mánchester. La mayoría de los trenes que hacen escala en Victoria son operados por Northern, excepto los servicios de TransPennine Express desde Liverpool a Newcastle y durante los trabajos de ingeniería, cuando algunos trenes son desviados desde Piccadilly.
Mánchester Victoria es un importante intercambiador para el sistema de metro ligero Metrolink. Varias de las antiguas líneas ferroviarias de la estación se han convertido en tranvías. La línea a Bury fue convertida a principios de la década de 1990 en la primera fase de la construcción de Metrolink y la línea a través de Oldham a Rochdale fue convertida durante 2009-2014. Los tranvías pasan a circular por la calle cuando salen de la estación Victoria y continúan hacia el sur a través del centro de la ciudad hasta Piccadilly o Deansgate-Castlefield.
En 2009, Victoria fue votada como la peor estación de intercambio de categoría B del Reino Unido. La estación fue sometida a un programa de modernización de 44 millones de libras esterlinas durante dos años que finalizó en agosto de 2015.. La renovación implicó la electrificación de las líneas a través de la estación, la renovación de la parada de Metrolink con un andén adicional, la restauración de los elementos incluidos en la lista, la rehabilitación de las unidades de venta al por menor modernizadas y la construcción de un nuevo techo. En las propuestas del Northern Hub, Victoria se convirtió en el centro ferroviario de los servicios a través de los Peninos cuando se completó la nueva línea por Ordsall en 2018 y se esperaba que el número de pasajeros aumentara a 12 millones como resultado de ello.